# Диамантената колесница
„Диамантената колесница“ (на руски: „Алмазная колесница“) е историческо-приключенски роман от руския писател Борис Акунин, издаден през 2003 г.
Това е 11-ят роман (наречен „етнографски“ детектив) за приключенията на Ераст Петрович Фандорин. Романът се състои от 2 части: първата описва събитията, които стават през 1905 г. в Русия, а след това историята прави „пътешествие през времето и пространството“ и се връща много години по-рано в Япония.

## Сюжет
Внимание:  Текстът по-долу разкрива сюжета на произведението (или части от него)!
Книга първа. Ловецът на водни кончета. Русия, 1905 година
... През май 1905 г., след ужасното поражение на руския флот в битката при Цушима, щабкапитан Василий Рибников (а в действителност – един от най-опасните японски шпиони), който живее в Санкт Петербург, получава най-важната задача в живота си. Независимо от факта, че както на сушата, така и в морето, Япония громи руските войски, силите на империята на „Изгряващо слънце“ се стопяват. Още няколко месеца от войната – и на японците ще свършат и парите, и боеприпасите. Поради това, японското командуване се решава на безпрецедентна в историята на войната провокация: да организира социалистическа революция в Русия, за да принуди Николай II да капитулира. Огромна работа по подготовката на революцията в Русия извършва полковник Акаши, а Рибников, от своя страна, трябва да предаде на революционерите два товара с оръжие. В допълнение, на Рибников е наредено да организира поредица от терористични атаки срещу железопътния транспорт, за да попречи на доставките за руската армия, воюваща в Далечния Изток с японците.
Щабкапитанът пътува с влак до Москва. Негова съседка по купе е Гликерия Романовна Лидина, към която Рибников започва да изпитва приятелски чувства. Рибников извършва диверсия на един от железопътните мостове. Той разрушава не само моста, но също така и преминаващия по него военен влак, превозващ оръжие. За разследването на железопътната катастрофа са хвърлени най-добрите полицейски сили. Но най-успешното разследване води Ераст Петрович Фандорин.
...В продължение на много години, Фандорин не е на държавна служба, а се занимава с частни разследвания за големи хонорари. Ераст Петрович рядко е в Русия, но след избухването на войната с Япония, предлага услугите си като консултант на свободна практика на железниците. Фандорин помага да се организира безпрепятственото движение на военните товари на железопътния транспорт на Русия, както и за защитата на железопътната инфраструктура от възможни японски саботажи.
Пристигайки на мястото на катастрофата, Фандорин веднага установява, че тя е в резултат на експлозия. Фандорин почти успява да задържи диверсанта, но благодарение на неволната помощ на наивната Лидина щабкапитан Рибников успява да избяга. Шпионинът безопасно пристига в Москва и временно се скрива в сигурно убежище – в „Салона на жените“ (всъщност – бордей) на известната мадам Беатрис, която отдавна е вербувана от японското разузнаване. Фандорин, който също пристигна в Москва, започва енергично издирване на саботьора. Той е принуден отново да си сътрудничи с Евстратий Павлович Милников, висш началник на полицията на Москва. Те успяват да проследят и да елиминират банда полски бандити-националисти, които помагат на Япония срещу Русия. Въпреки това, главният шпионин е неуловим ...
А щабкапитан Рибников в това време развива бурна дейност. Той получава и подготвя за предаване на революционерите огромна доставка на оръжия, и освен това, подготвя две големи диверсии на железопътната линия. На двама железопътни работника Рибников изпраща торби с експлозиви. Единият взрив трябва да затвори най-дългия тунел в Сибир, а другата експлозия трябва да унищожи най-големия железопътен мост над река Волга. След тези атаки на руската армия в Далечния изток, ще бъде напълно откъсната от доставката на провизии и боеприпаси, и бързо ще бъде победена.
Но брилянтно действа и Ераст Фандорин. С помощта на голям брой служебни кучета изпратени от Санкт Петербург, които са „подушили“ буквално цяла Москва, Фандорин успява да намери в склада с експлозиви. Проследявайки този, който е получил смъртоносния товар, Ераст Петрович неутрализира двамата „железопътни сътрудници“ на Рибников. Мостът и тунелът сега са вън от опасност, а Фадорин е все по-близо до неуловимия щабкапитан.
Скоро Рибников попада в засада и започват да го преследват Ераст Петрович и Милников с най-добрите агенти на полицията. Но невероятното се случва! Рибников, показващ невероятно умение и смъртоносни техники на японски „нинджа“, се откъсва от гонитбата, убивайки всички преследващи го полицаи. И Фандорин, който владее малко от изкуството „нинджа“, разбира каква заплаха всъщност е противника му и колко невероятно трудно ще е да го заловят.
Укрилият се Рибников разбира, че неговите планове, свързани със саботаж на железниците, са унищожени от Фандорин. Въпреки това, все още има шанс да спечели, предавайки планините с оръжие на революционерите. Тогава, след няколко месеца, започват да се организират стачки, въоръжени провокации, и най-накрая, се запалва кървавият пламък на първата руска революция. Рибников се среща с революционер, по прякор „Дрозда“, и организира прехвърлянето на основната част от оръжието – 800 сандъка. Но остава още една малка част, която е складирана на малък шлеп. Фандорин успява да проследи Рибников, и точно по време на срещата на „Дрозда“ и японския супер-шпионин, Ераст Петрович се опитва да ги задържи. Но силите, уви, не са равни. Фандорин, придружен само от един полицай, нападна шлепа с оръжието. Рибников, знаейки, че скоро ще пристигнат да помогнат на нападателите, предлага на „Дрозда“ и неговите сътрудници да напуснат, а той решава да взриви кораба. Да, част от оръжията предназначени за революционерите ще бъдат завинаги загубени. Но за Рибников е важно: „Дрозда“ и хората му ще успеят да избягат, а и полицията няма да търси основната пратка оръжие.
... Шлепът, надупчени с куршуми, експлодира и потъва. От полицията смятат, че и шпионинът и кораба са загинали, но Фандорин, запознат с „триковете“ на нинджите, проследява Рибников, който е всъщност крие под водата, дишайки въздух през гумен маркуч. Затворникът не отговоря на никакви въпроси, той просто внимателно разглежда Ераст Петрович, който казва на шпионина само една дума – „Тамба!“ Оставайки в килията, Рибников пише писмо на японски, което започва много странно – „Татко!“ Решавайки да поспи, Рибников вижда красив сън ...
| „ | Василий Александрович препуска в открита колесница, преливаща във всички цветове на дъгата. Наоколо цари пълен мрак, но далеч отпред, на самия хоризонт, сияе ярка равномерна светлина. Той не е сам в чудната колесница, но не може да види лицата на своите спътници, понеже погледът му е устремен само напред – към източника на бързо приближаващото сияние. | “ |

Събуждайки се, щабкапитанът, след известно колебание, изгаря писмото си. И тогава, плътно захващайки в пръстите на ръцете си бръснарско ножче, което е скрил по тялото си, шпионинът чудовищно страшно и кърваво се самоубива ...
Книга втора. Между редовете. Япония, 1878 година
... През май 1878 г., след сложно разследване по време на Руско-турската война (Турски гамбит) и опасни приключения по време на пътуване по море (Левиатан) Ераст Петрович Фандорин пристига на мястото на новата си служба в японския град Йокохама, и скоро е въвлечен във верига от странни и съмнителни събития ...
Докато разследва внезапната смърт на бившия руски капитан Благолепов, Ераст Петрович посещава залата за хазарт, която редовно е посещавал капитанът. Там Фандорин става неволен свидетел на неуспешна атака на малка банда на якудза над собственика на дома. От бандитите оцелява само един, комуто Фандорин спасява живота и честта. Името на този млад човек е Масахиро Шибата, съкратено „Маса“. Според японския код на честта Маса е вечен длъжник на Фандорин, и затова младият якудза става предан бодигард и верен слуга на Ераст Петрович, а в бъдеще – най-добрият му приятел. Заедно с господаря си Маса ще мине през много смъртоносни приключения в различни градове и страни по света ...
В същото време Ераст Петрович установява, че смъртта на руския капитан е насилствена, и тя може да е съпричасна една банда от наети убийци, истинската цел на които е министърът на вътрешните работи на Япония Окубо. Той е един от най-влиятелните политици и служители в императорския двор, и най-важното, Окубо е защитник на идеята за съюз на Русия и Япония. Фандорин бърза да предупреди за опасността министъра, и той насочва за помощ на Ераст Петрович един от най-добрите полицаи – Гоемон Асагава. Освен това в разследването активно участва началникът на полицията на квартала в град Йокохама, където живеят чужденци, полицейски сержант Локстън, американец по рождение, както и д-р Туигс, англичанин.
От самото начало в този случай стават много странни неща. Върху Фандорин се опитва да извърши покушение невероятни старец, който се отличава с неописуема ловкост и може да управлява живи змии! Само от чист късмет Ераст Петрович не е пострадал. По-късно пръстовите отпечатъци на тази старец ще бъдат унищожени от друг непознат, който нахлува направо в полицейската служба. Преследвайки бандита, Фандорин го ранява, и след това, за да не попадне в ръцете на полицията, непознатият прави нещо ужасно: той „унищожава“ лицето си и преряза гърлото си, и хриптейки преди смъртта промълвява само едно: „Конгодзе!“ („Диамантената колесница!“).
Д-р Туигс уверено заявява, че починалият е бил от сектата „шиноби“. Това са най-опасните наемници в Япония отличаващи се с непреклонна упоритост в желанието си да изпълнят получената заповед и чудовищна сръчност в изкуството да убиват. Независимо от факта, че преди няколко века, нинджите са почти напълно унищожени, те, както се оказва, са оцелели и продължават да бъдат активни.
По време на светска срещата на дипломатите Фандорин се запознава с красивата О-Юми-сан, която е държанка на лорд Булкокс, британски съветник на японското правителство. Ераст Петрович веднага и безнадеждно се влюбва в красивата японка, а по-късно техните чувства се превръщат в тайна любовна връзка ...
В същото време, Фандорин и неговите приятели успяват да проследят тримата убийци, а също така и съдържателят на игралния дом, който им помага. Бандитите се крият в изоставен храм, но за да ги задържат живи се нуждаят от помощ от страна на властите. В операцията по залавяне на убийците са събрани най-добрите полицейски сили, които ръководи генерал Суга. Но не всичко свършва благополучно. Двама от злодеите са убити на място, а други двама са пленени, но успяват да се самоубият. И след известно време идва ужасна новина. Министър Окубо, след уверенията на полицията, че опасността е отминала, отново започва да се движи без телохранители, и още първото му пътуване извън града завършва с трагедия: друга група от наемници (истинската група!) убива Окубо и обкръжението му ...
Фандорин и приятелите му решават да продължат разследването. По време на тайна среща с О-Юми, Ераст Петрович успява да подслуша разговора между английския съветник Алджърнън Булкокс и японския принц Онокодзи, известен светски клюкар. Оказва се, че към смъртта на министър Окубо е съпричастен и полицейския генерал Суга! Прониквайки в тайното убежище на генерала, Фандорин и Асагава попадат в капан, поставен им от Суга, но по-късно успяват да се измъкнат от капана и да пленят генерала. Приятелите узнават за съществуването на голям заговор, в който участват много висши сановници на Япония. Целта е – пълно преориентиране на външната политика на Япония, превръщайки империята в лоялен съюзник на Великобритания. Фандорин и Асагава, знаейки, че документите, представени от тях имат страшна сила, решават да разпределят скъпоценните хартии между всички участници в разследването. Но се случва нещо невероятно! Буквално за една нощ, всичките приятели на Фандорин загиват в резултат на нелепи произшествия, а доказателствата за заговора са откраднати. „Кървавата работа“ на „шиноби“ е безупречна, и разследването отново завършва с пълен провал...
Въпреки това, Фандорин не се предава, и решава да си отмъсти. Ераст Петрович решава да удари чуждестранния покровител на конспираторите – лорд Булкокс. Фандорин нахлува в къщата на англичанина и отвлича О-Юми. Ераст Петрович и О-Юми отдавна са влюбени в един от друг, и се срещнат тайно в градината на Дон Цурумаки, крупен японски бизнесмен, чиято резиденция е в близост до дома на Булкокс. Вбесен англичанинът предизвиква наглия любовник на дуел. Фандорин, по съвет на всезнаещия Цурумаки, предлага да се бият със саби, но Булкокс се оказва отличен фехтовач, и Ераст Петрович едва не загива, като е сериозно ранен в главата. О-Юми показва чудеса на знахарското изкуството и излекува възлюбения си. Скоро, обаче, красивата японка отвлечена неуловим нинджа направо от дома на Фандорин!
Осъзнавайки, че Цурумаки го е измамил за дуела, и също така подозирайки, че хитрият Дон може да съпричастен в отвличането на О-Юми, Фандорин решава да проникне в резиденцията на Цурумаки и да открадне документите от сейфа му. Уви, заради предателството на слугите Ераст Петрович попада в капан. За изненада на Фандорин Цурумаки откровено признава своите зли машинации, но го уверява, че О-Юми е отвлечена от нинджа от клана Момоти Тамба. Цурумаки предлага на Фандорин да спаси красивата японка, като организира нападение на лагера на шиноби, разположен в недостъпните планини.
Попадайки в дома на нинджата, Фандорин заедно с верния си Маса попадат в къща, пълна с хитри капани. Там Ераст Петрович среща главатаря на клана убийци – същият странен старец, който едва не го убива с помощта на отровна змия. Той е Единайсетият Момоти Тамба и О-Юми (която всъщност се нарича Мидори) – е негова родна дъщеря! Тамба обяснява на Фандорин, че шиноби са получили нареждане от Дон Цурумаки да убият министър Окубо и да унищожи всички, които биха могли да разследват това престъпление. Всичко е перфектно изпълнено, но ... се намесва любовта. Мидори се е влюбила в Ераст Петрович и не е позволила на баща си да го убие. Потресен Фандорин прощава на шиноби смъртта на приятелите си и получава в лицето на Тамба приятел и ментор.
Фандорин с Маса остават в „селото“ на нинджите. Тамба започва да преподава на Ераст Петрович някои трикове на ужасния си „занаят“. Скоро обаче, всичко свършва. Дон Цурумаки, подозирайки, че шиноби са започнали да оказват приятелски отношения с Фандорин, изпраща голяма група от своите бодигардове, въоръжени с огнестрелни оръжия и дори с оръдие! Започвайки ужасно клане, почти всички нинджи умрат. Самият Тамба успява да излети със специално устройство, напомнящо на планер, а Мидори, примамвайки останалите от отряда на Цурумаки в къщата, се жертва взривявайки всички заедно със себе си ...
Застанал до погребалната клада, Фандорин за последен път вижда лицето на любимата девойка, едната половина на лицето ѝ все още е красива, а другата половина – обезобразениа и овъглена от експлозията. Тамба предлага на Ераст Петрович да отмъстят, и скоро Фандорин и главатарят на клана на нинджите и неговият помощник влизат в надлежно охраняваната къща на Дон Цурумаки. Леко убождане с отровна дървена пръчка – и Цурумаки е мъртъв ...
На края на обучението на Фандорин, Тамба му обяснява същността на „Диамантената колесница“. Това е една от посоките на будизма, за тези, на които е безразлично доброто или злото, за тези, които вярват, че се движат по „особен“ път, за нинджите – най-страшните наемни убийци ...
Епилог
В прощалното писмо, което „щабкапитан Василий Рибников“ (самият – неназован японски нинджа) пише на Ераст Петрович Фандорин, разкрива всички тайни на приключенията на Фандорин в Япония. Уви, „Рибников“ изгаря писмото, и Фандорин никога не разбира какво е искала да му каже любимата; жената, която Фандорин ще помни през целия си живот ...
| „ | Не зная само какво значи изречението, което майка ми поръча да Ви предам, ако се случи чудо и ние с Вас се срещнем. Ето това изречение: You can love. | “ |

## Исторически препратки
В романа има прототипи на реални исторически личности.
- „Министър Окубо“ е Окубо Тошимичи, известен японски политик през втората половина на 19 век, самурай на Княжество Сацума, един от „тримата благородни личности“ на Реставрация Мейджи, министър на финансите и министър на вътрешните работи на Япония. През 1877 г. той е убит от група самураи-заговорници на Сацума на път за Токио, както е описано в романа.

## Интересни факти
- В самото начало на историята авторът (под прикритието на обява във вестник) съобщава за съдбата на героите от другия си роман – „Коронация“:

| „ | ... Ами списък на офицерите, загинали за царя и отечеството в морската битка при остров Цушима. ...От броненосец „Княз Кутузов-Смоленский“: ...командирът на кораба капитан първи ранг Ендлунг, ковчежникът на ескадрата статският съветник Зюкин | “ |

По този начин се изпълнява пророчество, на което се позовава лейтенант Ендлунг в разговор с Афанасий Зюкин – смърт в морска битка.
- Романът дава „декодиране“ на псевдонима на автора:

| „ | ... Акунинът е злодей, но не е дребен злосторник, а силен човек. Той има свои правила, които определя сам и ги следва докрай. Те не съвпадат с предписанията на закона, но за него са по-важни от живота и затова акунинът буди не само омраза, но и уважение. | “ |